# Каасуїтсуп
Каасуїтсуп (гренл. Qaasuitsup Kommunia) — колишній муніципалітет (комун) Ґренландії, що з'явився внаслідок введення нового адміністративного поділу країни 1 січня 2009 року. Займав території колишніх муніципалітетів Канґаатсіак, Аасіат, Касіґіанноґуїт, Ілуліссат, Кекертарсуак, Уумманнак, Упернавік та Каанаак. Адміністративний центр — Ілуліссат. Станом на січень 2010 населення муніципалітету становило 17749 осіб.
2018 року муніципалітет був розділений на комуни Аваната і Кекерталик

## Географічне розташування
Муніципалітет розташовувався у північно-західній Ґренландії. Завдяки своїй площі 660 000 км² станом на 2009 рік він був найбільшим муніципалітетом світу за площею, більшим за Україну (603 700 км²).
На півдні муніципалітет межував з Кеккатою, на південному сході — із Сермерсооком, решту сухопутних кордонів займала межа з Гренландським національним парком.
На заході і північному заході береги комуни омивали води затоки Діско, моря Баффіна, затоки Мелвілл, проток Сміт та Нерс, яка відділяє Ґренландію від острова Елсмір.

## Міста та поселення
- Ааппілатток
- Аасіат (Еґедесмінде)
- Акуннаак
- Атту
- Іґінніарфік
- Ікаміут
- Ікерасаарсук
- Ікерасак
- Іліманак (Клаусгавн)
- Іллорсуїт
- Ілуліссат (Якобсгавн)
- Іннаарсуїт
- Каанаак (Thule)
- Каарсут
- Канґаатсіак
- Канґерлук
- Канґерсуатсіак
- Касіґіаннґуїт (Хрістіансгоб)
- Кекертак
- Кекертарсуак (Ґодгавн)
- Кекертат
- Кітсіссуарсуїт
- Куллорсуак
- Моріусак
- Нааяат
- Ніакорнаарсук
- Ніакорнат
- Нууґаатсіак
- Нууссуак (Краульсгавн)
- Окаатсут (Rodebay)
- Сааттут
- Савіссівік
- Саккак
- Сіорапалук
- Тасіусак
- Уккусіссат
- Упернавік
- Упернавік Куяллек
- Уумманнак